# Godfried van Bouillon
Godfried van Bouillon (Frans: Godefroy; Duits: Gottfried; Latijn: Godefridus Bullionensis) (Boulogne-sur-Mer of Baisy-Thy, 18 september 1060 – Jeruzalem, 18 juli 1100) was van 1089 tot zijn dood (als Godfried IV) hertog van Neder-Lotharingen en een van de leiders van de Eerste Kruistocht. Hij werd tevens uitgeroepen tot de eerste koning van het koninkrijk Jeruzalem, maar weigerde die titel. Hij prefereerde de titel, voogd of verdediger van het heilige graf (in het Latijn: Advocatus Sancti Sepulchri). Hij staat tevens bekend als "Baron van het heilige graf" en "Koning der kruisvaarders".
Godfrieds ouders waren graaf Eustaas II van Boulogne en Ida van Verdun. Hij was een afstammeling van Karel de Grote. Zijn moeder was een zuster van hertog Godfried met de Bult van Neder-Lotharingen, die hem in 1076 had aangeduid als zijn erfgenaam. Keizer Hendrik IV van het Heilige Roomse Rijk echter besloot het hertogdom aan zijn eigen zoon Koenraad te geven en enkel Bouillon en het markgraafschap Antwerpen aan Godfried. In 1089 kreeg Godfried dan toch het hertogdom in handen, als beloning voor zijn diensten in de oorlog van de keizer tegen de Saksen en tegen paus Gregorius VII.

## Beginjaren
Godfried sprak Oudnederlands zoals zijn voorouders en Oudfrans. Godfried zou al op jonge leeftijd vertrokken zijn vanuit Boulogne naar Bouillon; sommigen beweren voor zijn gezondheid (hij zou als kind vaak ziek geweest zijn) en de bossen van de Ardennen zouden hem goed doen. Daar werd hem geleerd hoe hij met wapens moest omgaan en hij werd voorbereid als leider van zijn toekomstig domein. Godfried was 16 toen zijn kinderloze oom Godfried III (met de Bult), die hem zijn erfenis had toegezegd, overleed, maar hij kreeg alleen de zeggenschap over Bouillon en het markgraafschap Antwerpen. Zijn tante, Mathilde van Toscane, die in een eerste huwelijk getrouwd was geweest met Godfried III, probeerde Godfried op slinkse wijze van zijn zetel te lichten. Ze had hiervoor de hulp ingeroepen van de graaf Albert III van Namen. Dit mislukte echter.
In 1080 trok keizer Hendrik IV ten oorlog tegen paus Gregorius VII. Als trouwe vazal sloot Godfried zich bij de keizer aan en trok mee op naar Rome. Deze slag werd in 1084 gewonnen door het leger van Hendrik IV. Rome brandde gedeeltelijk af. Gregorius VII werd verdreven en afgezet. (Zie ook Investituurstrijd).
Godfried werd in 1089 alsnog benoemd tot hertog van Neder-Lotharingen. Hij deed belangrijke schenkingen aan verschillende kloosters, zoals het Sint-Michielsklooster (de latere Sint-Michielsabdij) te Antwerpen, de abdijen van Munsterbilzen, Genepiën en Gorze. In het klooster te Antwerpen richtte hij ook drie kapellen op, gewijd aan Sint-Maarten, aan Maria Magdalena en aan de heiligen Marcellinus en Petrus.
In 1095 werd het Concilie van Clermont gehouden. Paus Urbanus II en Pieter de kluizenaar riepen op tot het houden van een kruistocht ter bevrijding van Jeruzalem.
Godfried gaf hieraan onmiddellijk gevolg. Hij verkocht en verpandde (vooral aan de prins-bisschop van Luik) al zijn bezittingen, inclusief de burcht van Bouillon.

## Eerste Kruistocht
In augustus 1096 sloot hij zich, samen met zijn broers Eustaas en Boudewijn van Boulogne (de latere Boudewijn I van Jeruzalem), aan bij de Eerste Kruistocht en vertrok met een leger van 40.000 man, dat onderweg nog aangevuld werd met heren en ridders, maar ook veel avonturiers, tot een leger van 100.000 man. Jeruzalem werd in 1099 veroverd, de stad en haar inwoners (moslims, joden, oosterse christenen) werden daarbij blootgesteld aan plunderingen, moorden, verkrachtingen en vernielingen. Deze acties waren een bewuste strategie van terreur om de vijand van angst te verlammen.

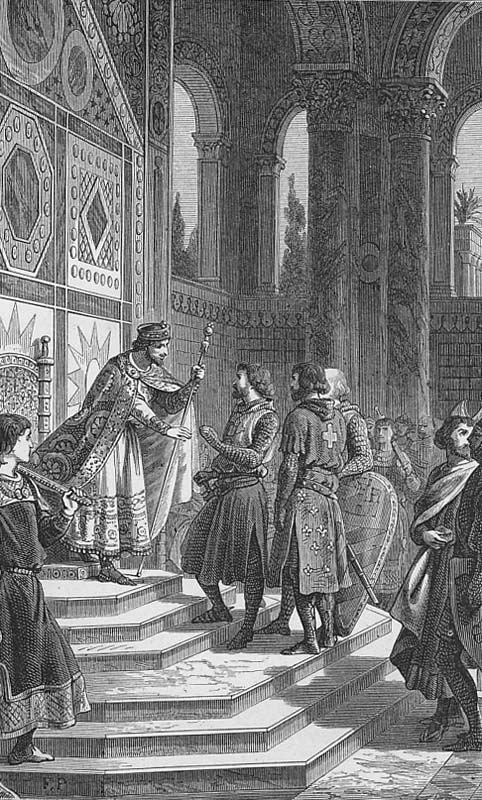
Godfried legt eed af bij Alexis Komnenos

### Eed van Loyaliteit in Constantinopel
In november 1096 was Godfried de eerste van de kruisvaarders die in Constantinopel aankwam en hij raakte al snel in een conflict verwikkeld met Alexius I van Byzantium, die erop stond dat de kruisvaarders een eed van trouw aan hem zouden zweren. Hij wilde de kruisvaarders pas overzetten als ze hem als leenheer zouden erkennen over alle te veroveren gebieden. Godfried weigerde eerst maar gaf dan uiteindelijk toch toe in januari 1097. Godfried was ook de eerste bij de verovering van Nicea (het tegenwoordige Iznik). In deze stad waren vooraf al kruisvaarders aangekomen, vooral boeren en dieven, maar die waren in de minderheid en werden verdreven door de Seltsjoeken. Godfried wist alsnog de stad te veroveren tijdens het Beleg van Nicea. De legers van Raymond van Toulouse en Bohemund van Taranto sloten zich al gauw aan. Het leger zou rond de Bosporus uitgroeien tot zo'n 300.000 man. Over de grootte van de legers wordt door historici nog steeds gediscussieerd; sommigen reduceren het leger tot circa 30.000 manschappen.

### Bolwerken van Klein-Azië
Er is nog maar weinig bekend over de lotgevallen van de kruisvaarders in Klein-Azië. Wel is bekend dat Bohemund de grote strateeg was achter het slechten van de bolwerken van Klein-Azië. De grootste veldslag was de Slag bij Dorylaeum (1097). Dit is na de Eerste Kruistocht nooit meer gelukt; bij de volgende kruistochten stak men meestal de Middellandse Zee over. De christenen veroverden ook steden als Turbessel, Konya en Tarus. De staat Cilicië, in het zuidoosten van wat nu Turkije is, werd grotendeels beroofd van zijn rijkdommen. De kruisvaarders werden steeds onverwacht aangevallen door de Seltsjoeken, die ver in de minderheid waren, en daarom hun toevlucht hadden genomen tot guerrillatactiek om het christenleger uit te dunnen.
In 1098 veroverden de kruisvaarders Antiochië, na het Beleg van Antiochië, en ontstond er verdeeldheid over wie de stad in bezit zou krijgen. Het werd uiteindelijk Bohemund van Tarento. Raymond IV van Toulouse, die op dat moment beschouwd werd als leider van de kruistocht, aarzelde om naar Jeruzalem op te rukken. De kruisvaarders verbleven de rest van het jaar 1098 in Antiochië. Boudewijn van Boulogne trok naar het oosten, naar Edessa en maakte er na de dood van de Armeense prins Thoros zijn eigen graafschap van. Godfried kon begin 1099 niet meer wachten op Raymond en besloot met een groot gedeelte van het leger op te rukken naar Jeruzalem, dat in handen was van de Egyptische Fatimiden.

### Verovering van Jeruzalem
Begin juli bereikten de kruisvaarders de stad Jeruzalem om vervolgens het Beleg van Jeruzalem te beginnen. Volgens de schrijver Robert de Monnik bestond het leger toen nog maar uit 50.000 man doch historici reduceren dit tot 15.000 eenheden. Velen waren omgekomen in Klein-Azië, maar er keerden ook velen weer huiswaarts, zoals Steven van Blois en Hugo I van Vermandois. Uiteindelijk sloten er nog enkele duizenden burgers en geronselde soldaten aan vanuit Antiochië.
Op 15 juli 1099 viel Jeruzalem en was Godfried met zijn broer Eustaas een van de eerste kruisvaarders die de stad binnentraden. Er werden leuzen geroepen als: "God wil het" (vulgair Latijn: Deus lo vult of Frans "Dieu le veut") en "Wij zijn de bevrijders". De verovering onder leiding van Tancred van Normandië, waarbij alle moslims en joden uitgemoord werden, leeft nog altijd voort in het collectieve geheugen van de islamitische wereld. Op 22 juli weigerde Raymond koning van Jeruzalem te worden, omdat hij zich niet aan de kerk wilde onderwerpen en op 17 juli 1099 werd Godfried in zijn plaats gekozen gekozen tot Verdediger van het Heilig Graf. Godfried weigerde tot koning gekroond te worden in de stad waar Jezus een doornenkroon had gedragen, maar aanvaardde wel de titel Advocatus Sancti Sepulchri (beschermer van het Heilig Graf).

## Heerser van Jeruzalem
In het daaropvolgende jaar moest hij het koninkrijk Jeruzalem verdedigen tegen de Egyptische Fatimiden, die bij Ashkelon verslagen werden, en tegen Dagobert van Pisa en de patriarch van Jeruzalem die van het koninkrijk een theocratie onder leiding van de paus wilden maken. In 1100 kwamen Akko, Ashkelon, Arsuf, Jaffa, en Caesarea onder zijn gezag. Dagobert slaagde erin om een bestand af te dwingen; het koninkrijk zou verhuizen naar Caïro wanneer Egypte veroverd werd, en Jeruzalem en Jaffa zouden aan de kerk gegeven worden. Godfried stierf echter in juli 1100, zonder Egypte veroverd te hebben, en Dagobert moest toestaan dat Godfrieds broer Boudewijn van Boulogne op 25 december 1100 tot koning gekroond werd.

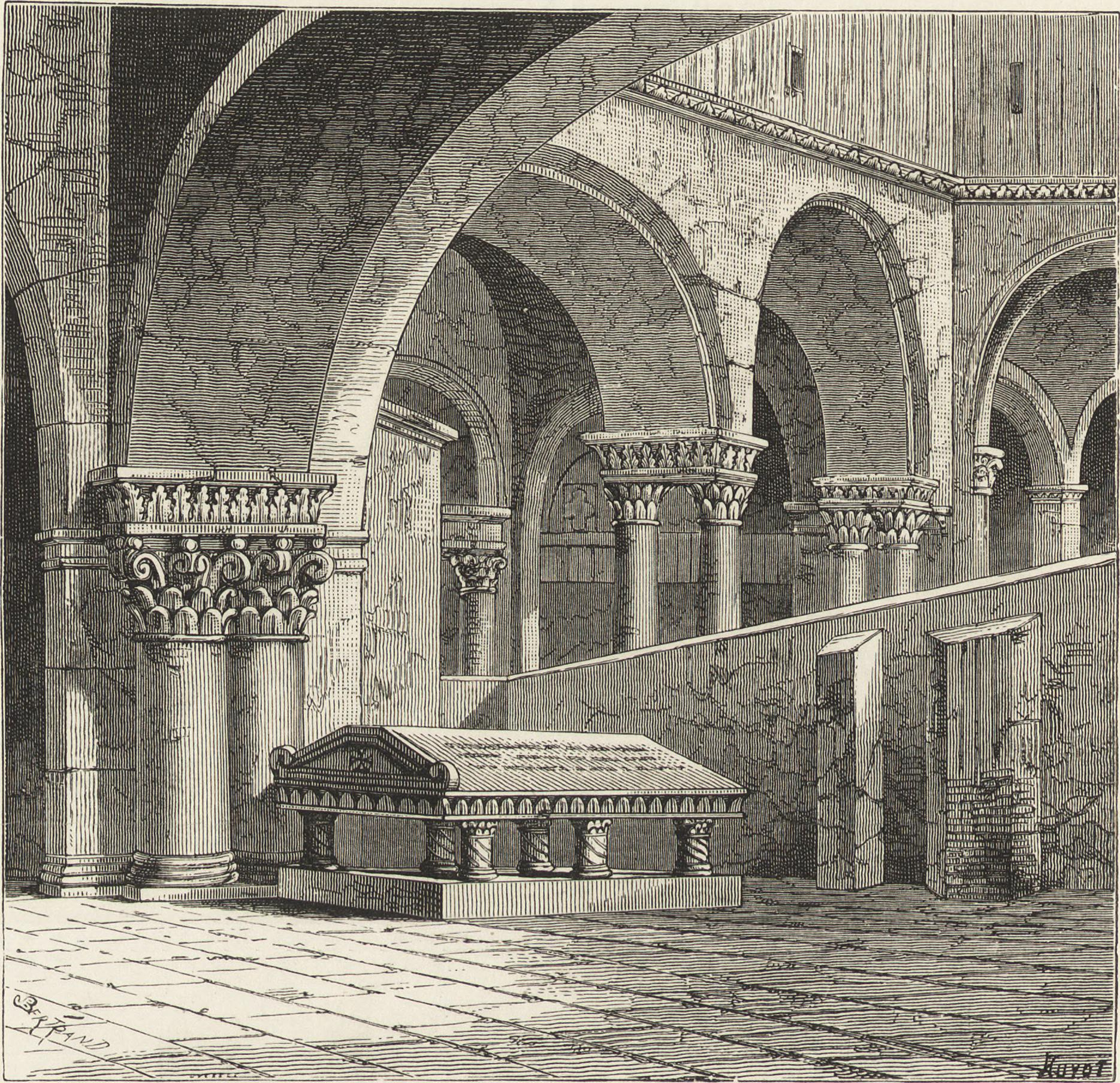
Godfrieds vroeg-12e-eeuwse cenotaaf in de Heilig Grafkerk van Jeruzalem werd in 1808 vernield. België probeerde het monument vergeefs te herstellen, onder meer door tussenkomst van Eduard Blondeel Van Cuelebroeck.

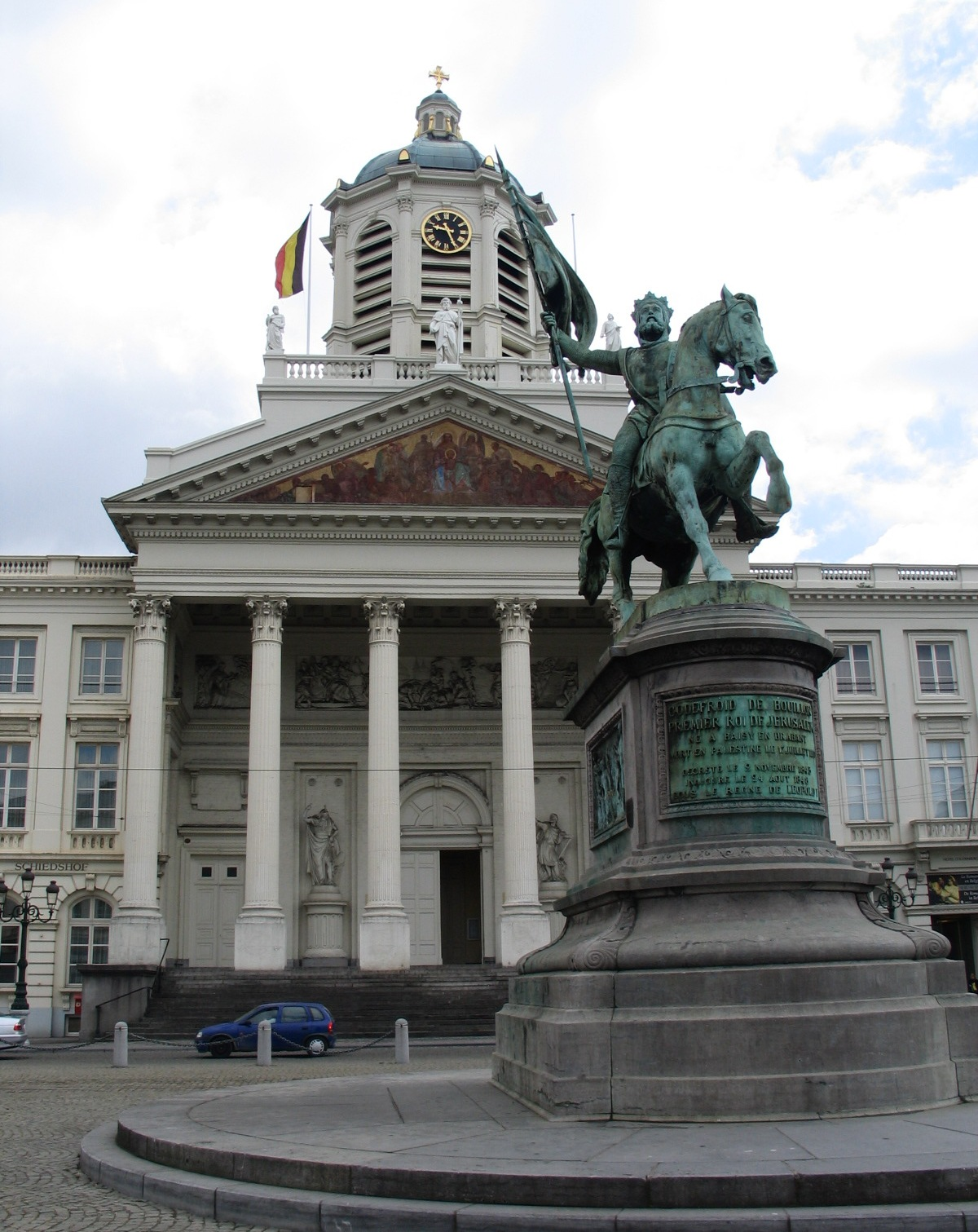
Het ruiterstandbeeld van Godfried van Bouillon op de Koudenberg (nu Koningsplein) te Brussel (10 mei 2005)

### Tijdlijn (1099-1101)
Een overzicht van het jaar dat Godfried over Jeruzalem heerste en tevens zijn laatste levensjaar.
- 15 juli 1099 - De stad Jeruzalem viel in handen van de kruisvaarders
- 17 juli 1099 - Godfried werd gekroond als beschermer van het Heilige Graf, en werd heerser over het rijk van Jeruzalem
- Augustus 1099 - Godfried verdedigde het rijk tegen de Fatimiden uit Egypte en versloeg ze bij Ascalon
- September 1099 - kwam in conflict met Dagobert, de patriarch van Jeruzalem
- Februari 1100 - De steden Akko en Arsuf werden veroverd door de kruisvaarders
- Maart 1100 - De stad Jaffa werd veroverd
- Mei 1100 - Er werden plannen gemaakt om Egypte binnen te vallen
- Juni 1100 - Caesarea werd veroverd, maar men ondervond veel weerstand
- 18 juli 1100 - Godfried overleed in Caesarea, waarschijnlijk na vergiftigd te zijn. (Aan de datum van overlijden wordt nog getwijfeld)
- 25 december 1100 - Godfrieds broer Boudewijn volgde hem op als eerste koning van Jeruzalem
- 1101 - keizer Hendrik IV verleent pas een jaar na het overlijden van Godfried de hertogelijke titel aan Hendrik I van Limburg

## Zijn dood
Bij de verovering op Akko zou Godfried volgens de Arabische schrijver Ibn al-Qalanisi getroffen zijn door een pijl en daaraan uiteindelijk in Jeruzalem overleden zijn. Maar de westerse schrijvers Albert van Aken en Ekkehard van Aura maken daar geen melding van. Volgens hen zou Godfried tijdens zijn verblijf aan het hof van Caesarea vergiftigd zijn door de emir van die stad. Andere bronnen melden de pest als oorzaak. Tijdens een wandeling net buiten de stad zou hij op een rotsblok het bewustzijn hebben verloren om later in Jeruzalem te overlijden.
Nog voor hij stierf gaf Godfried opdracht aan zijn broer Eustaas, die naar huis zou terugkeren, drie relikwieën van het Heilig Bloed van Jezus mee te nemen om ze te schenken aan de steden Boulogne-sur-Mer, Lens (Frankrijk) en Antwerpen. Zijn stoffelijk overschot zou begraven zijn in de Heilig Grafkerk op Golgotha.

## De legendes
Omdat Godfried als eerste christen heerste over Jeruzalem werd hij in verscheidene vertellingen verheerlijkt en ontstonden er legendes over hem. Hij werd voorgesteld als de volmaakte christelijke ridder: groot van gestalte, een aangenaam uiterlijk, buitengewoon moedig in de strijd en zeer vroom.
Zo vertelt men dat hij tijdens de Eerste Kruistocht na de verovering van een stad in Cicilea gevochten had met een beer die hij met de blote hand versloeg. Ook zou hij een kameel met één slag van zijn zwaard onthoofd hebben.
Hij is ook opgenomen in de Van neghen den besten (omstreeks 1300), een beschrijving van negen historische helden.
Godfried zou ook een afstammeling zijn van de Zwaanridder. Deze sage werd door Richard Wagner bewerkt tot de opera Lohengrin.
In Händels opera Rinaldo (1711) wordt Godfried betiteld als Gofreddo.
Godfried is ook een sleutelfiguur in de boeken Het heilige bloed en de heilige graal van Henri Lincoln en De Da Vinci Code van Dan Brown.

## Trivia
- Op 17 november 1986 werd een steen uit Bouillon bevestigd in de sacristie van de Franciscanen in de Heilig Grafkerk op Golgotha, op de plaats waar hij zou begraven zijn geweest.[3]
- Halverwege de jaren 1990 verscheen een vijfdelige stripreeks rond Godfried van Bouillon. De verhalen vertellen voornamelijk over de kruistocht.
- In 2005 eindigde hij op plaats 17 in de Franstalige versie van Grootste Belg. In de Vlaamse versie werd hij nummer 132.
- Presentator Jan Leyers maakte in 2001 in het spoor van zijn held Godfried van Bouillon per motor eenzelfde kruistocht voor zijn documentaireserie De Schaduw van het Kruis.

## Voorouders
| Godfried van Bouillon | Vader: Eustaas II van Boulogne | Grootvader: Eustaas I van Boulogne      | Overgrootvader: Boudewijn II van Boulogne       |
| Godfried van Bouillon | Vader: Eustaas II van Boulogne | Grootvader: Eustaas I van Boulogne      | Overgrootmoeder: Adelina van Holland            |
| Godfried van Bouillon | Vader: Eustaas II van Boulogne | Grootmoeder: Mathilde van Leuven        | Overgrootvader: Lambert I van Leuven            |
| Godfried van Bouillon | Vader: Eustaas II van Boulogne | Grootmoeder: Mathilde van Leuven        | Overgrootmoeder: Gerberga van Neder-Lotharingen |
| Godfried van Bouillon | Moeder: Ida van Verdun         | Grootvader: Godfried II van Lotharingen | Overgrootvader: Gozelo I van Verdun             |
| Godfried van Bouillon | Moeder: Ida van Verdun         | Grootvader: Godfried II van Lotharingen | Overgrootmoeder: mogelijk Gerberia              |
| Godfried van Bouillon | Moeder: Ida van Verdun         | Grootmoeder: Doda                       | Overgrootvader: ?                               |
| Godfried van Bouillon | Moeder: Ida van Verdun         | Grootmoeder: Doda                       | Overgrootmoeder: ?                              |

## Stamboom
De onderstaande stamboom geeft de familieband aan, waarmee Godfried zijn titels kon claimen.
|  |  |                         |                         |                         |                         |                         |                         |  |  |                              |                              |                              |                              |                              |                              |                             |                             | Godfried I van Verdun       |                             |                     |                     |                          |                          |                          |                          |                           |                           |                           |                           |                           |                           |                           |                           |                           |                           |                      |                      |                      |                      |  |  |                      |                      |                      |                      |                      |                      |  |  |  |  |  |  |  |  |  |  |  |  |  |  |
|  |  |                         |                         |                         |                         |                         |                         |  |  |                              |                              |                              |                              |                              |                              |                             |                             |                             |                             |                     |                     |                          |                          |                          |                          |                           |                           |                           |                           |                           |                           |                           |                           |                           |                           |                      |                      |                      |                      |  |  |                      |                      |                      |                      |                      |                      |  |  |  |  |  |  |  |  |  |  |  |  |  |  |
|  |  |                         |                         |                         |                         |                         |                         |  |  |                              |                              |                              |                              |                              |                              |                             |                             |                             |                             |                     |                     |                          |                          |                          |                          |                           |                           |                           |                           |                           |                           |                           |                           |                           |                           |                      |                      |                      |                      |  |  |                      |                      |                      |                      |                      |                      |  |  |  |  |  |  |  |  |  |  |  |  |  |  |
|  |  |                         |                         |                         |                         |                         |                         |  |  |                              |                              |                              |                              | Godfried II van Lotharingen  | Godfried II van Lotharingen  | Godfried II van Lotharingen | Godfried II van Lotharingen | Godfried II van Lotharingen | Godfried II van Lotharingen |                     |                     | Gozelo I van Lotharingen | Gozelo I van Lotharingen | Gozelo I van Lotharingen | Gozelo I van Lotharingen | Gozelo I van Lotharingen  | Gozelo I van Lotharingen  |                           |                           |                           |                           |                           |                           |                           |                           |                      |                      |                      |                      |  |  |                      |                      |                      |                      |                      |                      |  |  |  |  |  |  |  |  |  |  |  |  |  |  |
|  |  |                         |                         |                         |                         |                         |                         |  |  |                              |                              |                              |                              | Godfried II van Lotharingen  | Godfried II van Lotharingen  | Godfried II van Lotharingen | Godfried II van Lotharingen | Godfried II van Lotharingen | Godfried II van Lotharingen |                     |                     | Gozelo I van Lotharingen | Gozelo I van Lotharingen | Gozelo I van Lotharingen | Gozelo I van Lotharingen | Gozelo I van Lotharingen  | Gozelo I van Lotharingen  |                           |                           |                           |                           |                           |                           |                           |                           |                      |                      |                      |                      |  |  |                      |                      |                      |                      |                      |                      |  |  |  |  |  |  |  |  |  |  |  |  |  |  |
|  |  |                         |                         |                         |                         |                         |                         |  |  |                              |                              |                              |                              |                              |                              |                             |                             |                             |                             |                     |                     |                          |                          |                          |                          |                           |                           |                           |                           |                           |                           |                           |                           |                           |                           |                      |                      |                      |                      |  |  |                      |                      |                      |                      |                      |                      |  |  |  |  |  |  |  |  |  |  |  |  |  |  |
|  |  | Beatrix van Lotharingen | Beatrix van Lotharingen | Beatrix van Lotharingen | Beatrix van Lotharingen | Beatrix van Lotharingen | Beatrix van Lotharingen |  |  | Godfried II van Lotharingen  | Godfried II van Lotharingen  | Godfried II van Lotharingen  | Godfried II van Lotharingen  | Godfried II van Lotharingen  | Godfried II van Lotharingen  |                             |                             | Doda                        | Doda                        | Doda                | Doda                | Doda                     | Doda                     |                          |                          | Gozelo II van Lotharingen | Gozelo II van Lotharingen | Gozelo II van Lotharingen | Gozelo II van Lotharingen | Gozelo II van Lotharingen | Gozelo II van Lotharingen |                           |                           | paus Stefanus IX (X)      | paus Stefanus IX (X)      | paus Stefanus IX (X) | paus Stefanus IX (X) | paus Stefanus IX (X) | paus Stefanus IX (X) |  |  | Regelinda            | Regelinda            | Regelinda            | Regelinda            | Regelinda            | Regelinda            |  |  |  |  |  |  |  |  |  |  |  |  |  |  |
|  |  | Beatrix van Lotharingen | Beatrix van Lotharingen | Beatrix van Lotharingen | Beatrix van Lotharingen | Beatrix van Lotharingen | Beatrix van Lotharingen |  |  | Godfried II van Lotharingen  | Godfried II van Lotharingen  | Godfried II van Lotharingen  | Godfried II van Lotharingen  | Godfried II van Lotharingen  | Godfried II van Lotharingen  |                             |                             | Doda                        | Doda                        | Doda                | Doda                | Doda                     | Doda                     |                          |                          | Gozelo II van Lotharingen | Gozelo II van Lotharingen | Gozelo II van Lotharingen | Gozelo II van Lotharingen | Gozelo II van Lotharingen | Gozelo II van Lotharingen |                           |                           | paus Stefanus IX (X)      | paus Stefanus IX (X)      | paus Stefanus IX (X) | paus Stefanus IX (X) | paus Stefanus IX (X) | paus Stefanus IX (X) |  |  | Regelinda            | Regelinda            | Regelinda            | Regelinda            | Regelinda            | Regelinda            |  |  |  |  |  |  |  |  |  |  |  |  |  |  |
|  |  |                         |                         |                         |                         |                         |                         |  |  |                              |                              |                              |                              |                              |                              |                             |                             |                             |                             |                     |                     |                          |                          |                          |                          |                           |                           |                           |                           |                           |                           |                           |                           |                           |                           |                      |                      |                      |                      |  |  |                      |                      |                      |                      |                      |                      |  |  |  |  |  |  |  |  |  |  |  |  |  |  |
|  |  |                         |                         |                         |                         |                         |                         |  |  |                              |                              |                              |                              |                              |                              |                             |                             |                             |                             |                     |                     |                          |                          |                          |                          |                           |                           |                           |                           |                           |                           |                           |                           |                           |                           |                      |                      |                      |                      |  |  |                      |                      |                      |                      |                      |                      |  |  |  |  |  |  |  |  |  |  |  |  |  |  |
|  |  | Mathilde van Toscane    | Mathilde van Toscane    | Mathilde van Toscane    | Mathilde van Toscane    | Mathilde van Toscane    | Mathilde van Toscane    |  |  | Godfried III van Lotharingen | Godfried III van Lotharingen | Godfried III van Lotharingen | Godfried III van Lotharingen | Godfried III van Lotharingen | Godfried III van Lotharingen |                             |                             | Ida van Lotharingen         | Ida van Lotharingen         | Ida van Lotharingen | Ida van Lotharingen | Ida van Lotharingen      | Ida van Lotharingen      |                          |                          | Eustaas II van Boulogne   | Eustaas II van Boulogne   | Eustaas II van Boulogne   | Eustaas II van Boulogne   | Eustaas II van Boulogne   | Eustaas II van Boulogne   |                           |                           |                           |                           |                      |                      |                      |                      |  |  | Albert III van Namen | Albert III van Namen | Albert III van Namen | Albert III van Namen | Albert III van Namen | Albert III van Namen |  |  |  |  |  |  |  |  |  |  |  |  |  |  |
|  |  | Mathilde van Toscane    | Mathilde van Toscane    | Mathilde van Toscane    | Mathilde van Toscane    | Mathilde van Toscane    | Mathilde van Toscane    |  |  | Godfried III van Lotharingen | Godfried III van Lotharingen | Godfried III van Lotharingen | Godfried III van Lotharingen | Godfried III van Lotharingen | Godfried III van Lotharingen |                             |                             | Ida van Lotharingen         | Ida van Lotharingen         | Ida van Lotharingen | Ida van Lotharingen | Ida van Lotharingen      | Ida van Lotharingen      |                          |                          | Eustaas II van Boulogne   | Eustaas II van Boulogne   | Eustaas II van Boulogne   | Eustaas II van Boulogne   | Eustaas II van Boulogne   | Eustaas II van Boulogne   |                           |                           |                           |                           |                      |                      |                      |                      |  |  | Albert III van Namen | Albert III van Namen | Albert III van Namen | Albert III van Namen | Albert III van Namen | Albert III van Namen |  |  |  |  |  |  |  |  |  |  |  |  |  |  |
|  |  |                         |                         |                         |                         |                         |                         |  |  |                              |                              |                              |                              |                              |                              |                             |                             |                             |                             |                     |                     |                          |                          |                          |                          |                           |                           |                           |                           |                           |                           |                           |                           |                           |                           |                      |                      |                      |                      |  |  |                      |                      |                      |                      |                      |                      |  |  |  |  |  |  |  |  |  |  |  |  |  |  |
|  |  |                         |                         |                         |                         |                         |                         |  |  |                              |                              |                              |                              |                              |                              |                             |                             |                             |                             |                     |                     |                          |                          |                          |                          |                           |                           |                           |                           |                           |                           |                           |                           |                           |                           |                      |                      |                      |                      |  |  |                      |                      |                      |                      |                      |                      |  |  |  |  |  |  |  |  |  |  |  |  |  |  |
|  |  |                         |                         |                         |                         |                         |                         |  |  |                              |                              |                              |                              | Eustaas III van Boulogne     | Eustaas III van Boulogne     | Eustaas III van Boulogne    | Eustaas III van Boulogne    | Eustaas III van Boulogne    | Eustaas III van Boulogne    |                     |                     | Godfried van Bouillon    | Godfried van Bouillon    | Godfried van Bouillon    | Godfried van Bouillon    | Godfried van Bouillon     | Godfried van Bouillon     |                           |                           | Boudewijn I van Jeruzalem | Boudewijn I van Jeruzalem | Boudewijn I van Jeruzalem | Boudewijn I van Jeruzalem | Boudewijn I van Jeruzalem | Boudewijn I van Jeruzalem |                      |                      |                      |                      |  |  |                      |                      |                      |                      |                      |                      |  |  |  |  |  |  |  |  |  |  |  |  |  |  |